# Eosina azul de metileno
Eosina azul de metileno (EMB) é um meio de cultura diferencial que inibe o crescimento de bactérias Gram positivas e indica se a bactéria é fermentadora ou não de lactose. Bactérias fermentadoras de lactose apresentam-se em colônias com o centro preto.
Colônias de Escherichia coli são facilmente identificáveis por apresentarem coloração verde metálico no meio EMB.